# محسن الشهري
محسن الشهري (ولد في عام 1978)، ممثل وكاتب سعودي. 

## حياته ونشأته
كانت بداية انطلاقته الفنية بكتابة حلقة «فارس القبيلة» من مسلسل طاش ماطاش، والتي فازت بالمركز الأول لذلك العام، وقدم الشهري العديد من الأعمال من أبرزها «مسلسل بيوت نادمة» والذي قام بتأليفه وأدى دور البطولة، وحلقة «أيام العسل» من المسلسل السعودي «الساكنات في قلوبنا»، إلى جانب العديد من الأعمال التلفزيونية والمسرحية.

## أعماله[6]
- - 2001: طاش ما طاش 9
  - 2002: طاش ما طاش 10
  - 2003: طاش ما طاش 11
  - 2004: طاش ما طاش 12
  - 2006: بيوت نادمة
  - 2009: قلب أبيض
  - 2009: عمشة في ديرة النسوان
  - 2009: عطر
  - 2009: عذاب
  - 2009: خلوكم مكاني
  - 2009: بيني وبينك 2
  - 2009: أيام السراب
  - 2009: الساكنات في قلوبنا
  - 2010: وش وشة
  - 2010: بيني وبينك 4
  - 2010: فيلم أصدقاء الطفولة
  - 2011: ماشي
  - 2011: قووول في الثمانينات
  - 2013: كلام الناس 2
  - 2018: شير شات
  - 2019: سوق الدماء
  - 2019: سريع سريع.
  - 2020: عندما يكتمل القمر. - الجزء الثاني
  - 2021: شباب البومب 9

## روابط خارجية
- محسن الشهري على موقع قاعدة بيانات الأفلام العربية